# Silvesterlauf Meiningen
Der Meininger Silvesterlauf ist der älteste und einer der traditionsreichsten Silvesterläufe in Deutschland, der alljährlich in Meiningen zu Silvester ausgetragen wird. Der erste Silvesterlauf fand am 31. Dezember 1955 in Wasungen statt, nach 1958 in Meiningen. Veranstalter ist der PSV Meiningen 90 e. V.

## Geschichte
Inspiriert vom Silvesterlauf in São Paulo wurde der erste Silvesterlauf am 31. Dezember 1955 in der Nachbarstadt Wasungen abgehalten. Der erste Sieger war auf einer 3 km-Strecke Roland Walther aus Wasungen. 1957 gewann hier der zweifache olympische Silbermedaillengewinner von Rom im 5000- und 10.000-Meter-Lauf, Hans Grodotzki. Nach dem dritten Silvesterlauf 1958 verzogen einige Organisatoren und die Veranstalter um den „Meilenvater“ Karl Müller verlegten die Laufstrecke nach Meiningen, wo der Silvesterlauf mit einigen Unterbrechungen bis 1989 im Landschaftspark Herrenberg in unmittelbarer Nähe zur Altstadt gelegen durchgeführt wurde. Seit 1990 befindet sich die Laufstrecke im Schlosspark Meiningen. Zum 50-jährigen Jubiläum im Jahr 2004 führte man den Silvesterlauf mit großer Beteiligung an der Entstehungsstätte in Wasungen durch. Dabei waren als Gäste unter anderem die Leichtathleten Siegfried Herrmann und Hans Grodotzki.
2019 fand der 49. Silvesterlauf statt, bei dem Rhys Bishop aus Neuseeland und Jonathan Hilbert, zweifacher deutscher Meister (2018/2021) und Silbermedaillengewinner bei Olympia in Tokio 2020 in 50-km-Gehen bei den Männern sowie die deutsche Berglaufmeisterin Anna-Lena Klee bei den Frauen auf der 10-km-Strecke siegten. Nach zweijähriger Pause infolge der COVID-19-Pandemie wurde am 31. Dezember 2022 als Jubiläumsveranstaltung der 50. Silvesterlauf durchgeführt. Am 52. Silvesterlauf 2024 nahmen 1128 Läufer und Läuferinnen teil.

## Laufstrecken

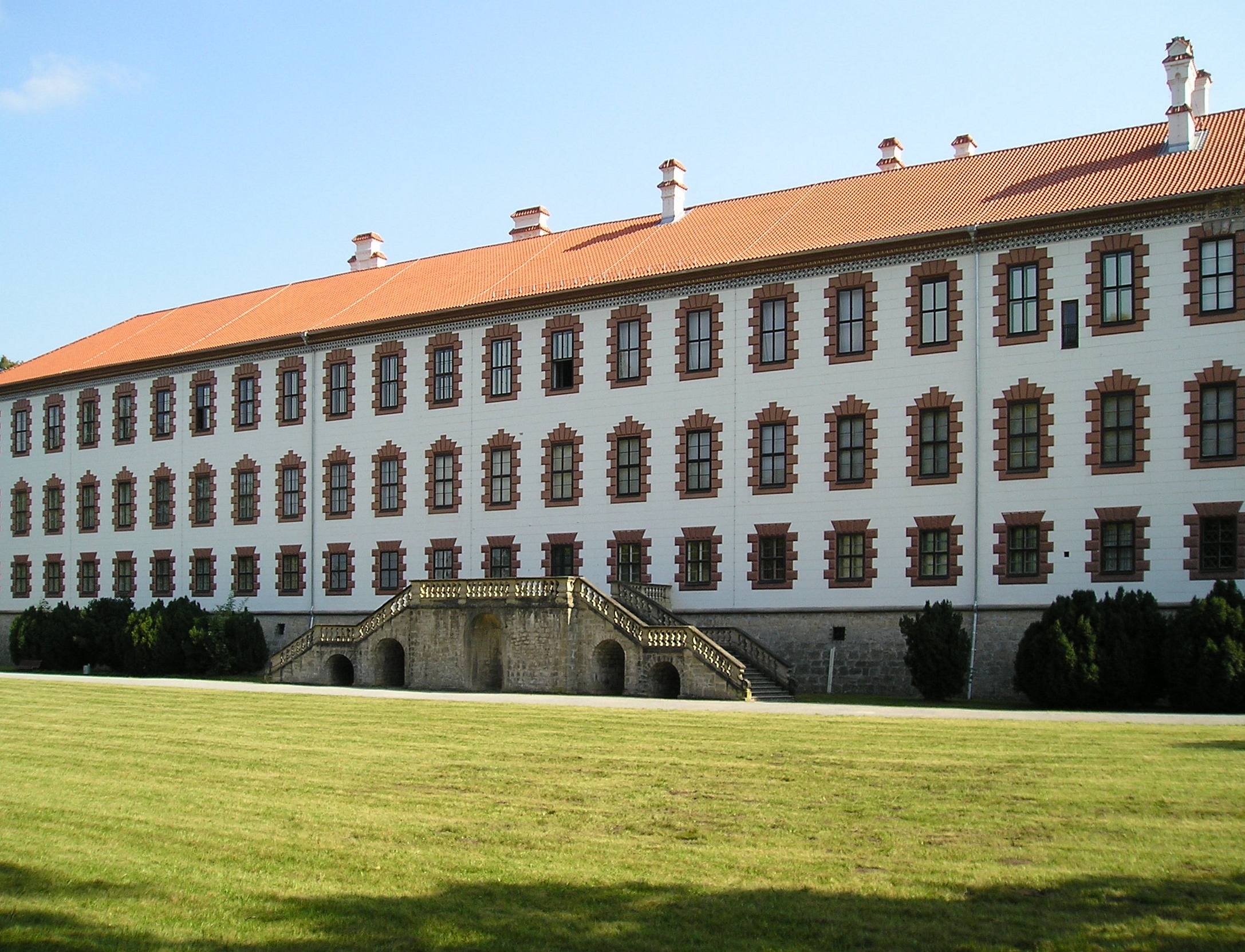
Start- und Zielpunkt, die Freitreppe am Schloss Elisabethenburg

Die Silvesterläufe werden auf einem 2 km langen Rundkurs auf befestigten und asphaltierten Wegen durch den Schlosspark in Meiningen durchgeführt. Wertungen und Siegerehrungen finden in 20 Altersklassen statt. Die Zeitnahme erfolgt durch elektronische Zeitmessung mit einem Zeitmesstransponder.
| Lauf           | Distanz in km | Wertungen                                                       |
| -------------- | ------------- | --------------------------------------------------------------- |
| Hauptlauf      | 10            | - Männer und Frauen (18 bis 70+ Jahre) - je sechs Altersklassen |
| Jugendliche    | 6             | - Mädchen und Jungen U18 - Mädchen und Jungen U20               |
| Schüler        | 4             | - Mädchen und Jungen U16 - Mädchen und Jungen U14               |
| Jedermannslauf | 2             | - ohne Wertung                                                  |

## Streckenverlauf
Der Startpunkt des Meininger Silvesterlaufes ist an der großen Freitreppe des Schlosses Elisabethenburg. Die Laufstrecke führt von dort nordwärts über die „Grüne Brücke“, den Bleichgräben entlang durch die Karlsallee zur Volkshausbrücke. Auf dieser wird die Werra überquert und die Laufstrecke führt dann auf dem Limbachsweg entlang der Werra vorbei an der Bogenbrücke bis zur Georgsbrücke am Südende des Schlossparks. Dort wird die Werra zum zweiten Mal überquert und die Strecke verläuft dann zurück zum Startpunkt. Die gesamte Strecke ist durchgehend befestigt und zum großen Teil asphaltiert. Der Silvesterlauf wird bei jedem Wetter durchgeführt, sodass die Zeiten den Bodenverhältnissen entsprechend beeinflusst werden.

## Siegerliste
In jeder der 20 Altersklassen wird der Sieger geehrt. In der untenstehenden Siegerliste sind die Gesamtsieger aller Altersklassen im 10 km Hauptlauf aufgeführt. Die Männer liefen 1990 12 km und ab 1991 10 km, die Frauen bis 1994 5 oder 6 km und ab 1995 ebenfalls 10 km. Die schnellste Zeit erreichten bisher bei den Männern Julius Helm aus Ostheim mit 31:53 Minuten (2004) und bei den Frauen Stefanie Rexhäuser, geb. Wiesmaier aus Meiningen mit 38:10 Minuten (2013).
Quelle: Ergebnislisten des Veranstalters ab 1990 (2004 in Wasungen), Zeitangabe ab 2003.
| Jahr |  | Männer                                                    | Zeit  |  | Frauen                               | Zeit  |
| ---- |  | --------------------------------------------------------- | ----- |  | ------------------------------------ | ----- |
| 2024 |  | Marcel König (Meiningen)                                  | 33:57 |  | Susanne Haßmüller (Ostheim)          | 42:23 |
| 2023 |  | Marcel König (Meiningen)                                  | 34:38 |  | Josefine Rutkowski (Meiningen)       | 39:58 |
| 2022 |  | Thomas Heß (Meiningen)                                    | 35:33 |  | Josefine Rutkowski (Meiningen)       | 42:46 |
| 2019 |  | Rhys Bishop ( NZL) und Jonathan Hilbert (LG Ohra Energie) | 33:35 |  | Anna-Lena Klee (Ostheim)             | 43:17 |
| 2018 |  | Roman Freitag (Eisenach)                                  | 34:28 |  | Daniela Bach (Grevenbroich)          | 42:15 |
| 2017 |  | Rhys Bishop ( NZL)                                        | 33:21 |  | Anna Izabela Böge (Neubrandenburg)   | 40:40 |
| 2016 |  | Marco Witzel ( SUI)                                       | 35:31 |  | Josefine Rutkowski (Meiningen)       | 41:44 |
| 2015 |  | Samosom Tesfazghi Hayalu ( ERI)                           | 34:02 |  | Susanne Haßmüller (Ostheim)          | 40:45 |
| 2014 |  | Marcel Krieghoff (Erfurt)                                 | 34:30 |  | Nicole Kruhme (Gehlberg)             | 40:29 |
| 2013 |  | Henry Beck (Weimar)                                       | 35:22 |  | Stefanie Rexhäuser (Meiningen)       | 38:10 |
| 2012 |  | Henry Beck (Weimar)                                       | 34:26 |  | Katharina Grohmann (Nußdorf am Inn)  | 39:27 |
| 2011 |  | Christoph Brandt (Radebeul)                               | 34:23 |  | Anke Härtl (Coburg)                  | 41:14 |
| 2010 |  | Manuel Stöckert (Ostheim)                                 | 34:56 |  | Anke Härtl (Coburg)                  | 44:35 |
| 2009 |  | Arne Leipziger (Erfurt)                                   | 32:55 |  | Bettina Tschernig (Mühlhausen)       | 40:03 |
| 2008 |  | Marcus König (Ostheim)                                    | 35:47 |  | Stefanie Wiesmaier (Meiningen)       | 38:20 |
| 2007 |  | Andre Röthling (Erfurt)                                   | 33:33 |  | Stefanie Wiesmaier (Meiningen)       | 39:42 |
| 2006 |  | Henry Beck (Suhl)                                         | 34:49 |  | Stefanie Wiesmaier (Meiningen)       | 38:36 |
| 2005 |  | Julius Helm (Ostheim)                                     | 34:32 |  | Stefanie Wiesmaier (Bad Salzungen)   | 40:20 |
| 2004 |  | Julius Helm (Ostheim)                                     | 31:53 |  | Stefanie Wiesmaier (Bad Salzungen)   | 39:15 |
| 2003 |  | Reinhard Löppen (Emsetal)                                 | 35:39 |  | Romana Krause (Barchfeld)            | 43:09 |
| 2002 |  | Rainer Wachenbrunner (Berlin)                             |       |  | Kerstin Hellmamm (Dresden)           |       |
| 2001 |  | Rainer Wachenbrunner (Berlin)                             |       |  | Annett Amberg (Leipzig)              |       |
| 2000 |  | Sebastian Weigel (Meiningen)                              |       |  | Sylvia Hunger (Gleimershausen)       |       |
| 1999 |  | Sebastian Weigel (Meiningen)                              |       |  | Sylvia Hunger (Gleimershausen)       |       |
| 1998 |  | Sebastian Weigel (Meiningen)                              |       |  | ?                                    |       |
| 1997 |  | Nino Dell (LG Ohra Hörsel)                                |       |  | Monika Liedtke (Berlin)              |       |
| 1996 |  | Dominique Koch (Barchfeld)                                |       |  | Edeltraut Beck (Eußenhausen)         |       |
| 1995 |  | Bernd Keppler (Meiningen)                                 |       |  | Angelika Großenbach (Oberhof, 10 km) |       |
| 1994 |  | Jürgen Schramm (Dillstädt)                                |       |  | Anett Amberg (Leipzig, 5 km)         |       |
| 1993 |  | Bernd Keppler (Meiningen)                                 |       |  | Edeltraut Beck (Eußenhausen, 6 km)   |       |
| 1992 |  | Frank Puff (Barchfeld)                                    |       |  | Anett Amberg (Leipzig, 6 km)         |       |
| 1991 |  | Bernd Keppler (Meiningen)                                 |       |  | Anett Amberg (Leipzig, 6 km)         |       |
| 1990 |  | Rainer Wachenbrunner (Geba, 12 km)                        |       |  | Anett Amberg (Leipzig, 6 km)         |       |

In den Jahren davor konnten sich unter anderen Hans Grodotzki, Andreas Greiner (Jena, 3000 m Jugendmeister) und Sven Schottmann (Kassel) in die Siegerliste eintragen. Meistertitel in ihren Spezialdisziplinen errangen Rainer Wachenbrunner (Berlin, Crosslauf-Europameister), Nino Dell (Berglaufweltmeister), Marcel Krieghoff (Erfurt, Berglaufweltmeister), Jonathan Hilbert (deutscher Meister in 50-km-Gehen) und Edeltraut Beck (Eußenhausen, Berglaufweltmeisterin).